# Carl Othmer
Carl Othmer (* 17. September 1951 in Celle; † 12. November 2019) war ein deutscher Jurist und Staatsrat in Bremen.

## Biografie
Othmer absolvierte von 1968 bis 1970 eine Verwaltungslehre in der Gemeinde Wietze. Er studierte von 1979 bis 1986 Rechtswissenschaften, Politik- und Sozialwissenschaften. Er war nach dem Wehrdienst von 1973 bis 1979 und nach dem Studium von 1986 bis 1990 in verschiedenen Bereichen der niedersächsischen Landesverwaltung tätig. Er gehörte der SPD an. 1990 wurde er im Niedersächsischen Kultusministerium Leiter des Ministerbüros, der Abteilung für Schulformübergreifende Angelegenheiten und der Abteilung Berufliche Bildung. Er stieg zum Ministerialdirigenten auf. 2007 erfolgte seine Berufung zum Bremer Staatsrat bei der Senatorin für Bildung und Wissenschaft als Vertreter im Bildungsbereich von Senatorin Renate Jürgens-Pieper. Er folgte in diesem Amt Göttrik Wewer. Nach dem Rücktritt der Senatorin im Dezember 2012 endete auch seine Tätigkeit als Staatsrat. Ihm folgte als Staatsrat Gerd-Rüdiger Kück.